# ليفيلا
كلاوديا جوليا ليفيلا هي نبيلة رومانية، ولدت في سنة 13 ق م. هي ابنة نيرون كلاوديوس دروسوس وأنطونيا الصغرى، وهي شقيقة الإمبراطور كلوديوس والقائد العسكري جيرمانيكوس. تزوجت ثلاثة مرات، تزوجت أول مرة من غايوس قيصر حفيد أغسطس قيصر في سنة 1 ق م، توفي زوجها بعد أربعة سنوات من دون أن تنجب منه. في نفس سنة وفاته تزوجت من دروسوس يوليوس قيصر ابن طيباريوس وأنجبت منه أربعة أبناء، بنت هي جوليا ليفيا وثلاثة أبناء هم طيباريوس جيميلوس وإبنين توأم طيباريوس كلاوديوس قيصر وجيرمانيكوس الثاني جيميلوس. حسب ما ذكره المورخين مثل تاسيتس وسويتونيوس وكاسيوس ديو أنها ارتبطت مع سيجانوس قائد الجيش البريتوري قبل ولادة إبنيها التوأم، وأنها تآمرت معه بتسميم زوجها ألذي مات في سنة 23. بعد وفاته أراد سيجانوس الزواج بها لكن الإمبراطور طيباريوس رفض ذلك، إلى أن قبل في سنة 30 ميلادية. في سنة 31 علم الإمبراطور طيباريوس من نسيبته أنطونيا الصغرى بقيام سيجانوس بالتآمر عليه، فحكم عليه بالإعدام. بعد ذلك علم من خلال التحقيق مع زوجته الأولى أبيكاتا بتورط ليفيلا بقتل إبنه دروسوس يوليوس فحكم عليها بالموت جوعاَ بحجزها بمنزل والدتها. بعد سنة أمر مجلس الشيوخ الروماني بازالة تماثيلها وكل ذكر لها في البلاط وأتهموها أيضاَ بممارسة الزنا مع طبيبها إيديموس ومع القنصل والشاعر ماميركوس إيميليوس سكاوروس.